# زينا فيرى مودي

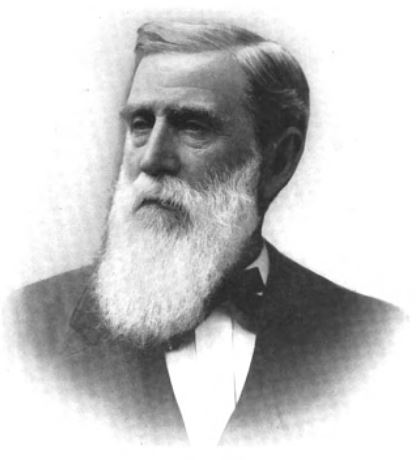
زينا فيرى مودي

وهوسياسي أمريكي ينتمي إلى الحزب الجمهوري من مواليد 27 مايو من سنة 1832 في ماساشوستس. مودي في عام 1851 انتقل إلى أوريغون شغل مودي منصب حاكم على ولاية أوريغون من شهر سبتمبر من عام 1882 إلى يناير من عام 1887 توفي زينا فيرى مودي في 14 مارس من سنة 1917 في ولاية أوريغون.